# Dijen Kumar Ray-Chaudhuri

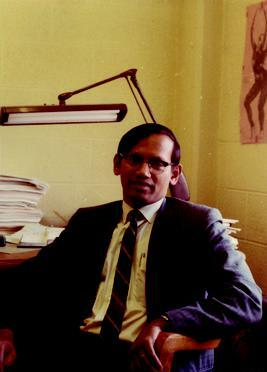
Dijen Kumar Ray-Chaudhuri

Dijen Kumar Ray-Chaudhuri, eigentlich Dwijendra Ray-Chaudhuri, (* 1. November 1933 in Narayanganj, Britisch-Indien) ist ein indisch-US-amerikanischer Mathematiker. Er beschäftigt sich mit Kombinatorik.

## Leben
Ray-Chaudhuri studierte an der University of Calcutta (Masterabschluss 1956) und an der University of North Carolina in Chapel Hill, wo er 1959 bei Raj Chandra Bose promoviert wurde (On the Application of the Geometry of Quadrics to the Construction of Partially Balanced Incomplete Block Designs and Error Correcting Binary Codes). 1956/7 und 1961/2 war er Forscher am Indian Statistical Institute in Kalkutta. 1960 wurde er Assistant Professor an der University of North Carolina. 1960 war er bei den Bell Laboratories und 1961 bei der Rand Corporation. 1962 bis 1965 war er bei IBM am Thomas J. Watson Research Center. 1965/6 war er Visiting Associate Professor an der University of Wisconsin und ab 1966 Professor an der Ohio State University, wo er 1979 bis 1982 und 1990 bis 1994 Chairman der mathematischen Fakultät war. Er war Gastprofessor in Göttingen, Erlangen, London und am Tata Institute of Fundamental Research. Ray-Chaudhuri hat die US-Staatsbürgerschaft.
Ray-Chaudhuri entwickelte mit R. C. Bose die nach ihnen und A. Hocquenghem benannten BCH-Codes. 1968 löste er mit seinem Studenten Richard M. Wilson den allgemeinen Fall des „Schulmädchenproblems“ von Thomas Kirkman aus dem Jahr 1850.
Er war Invited Speaker auf dem Internationalen Mathematikerkongress 1970 in Nizza (On some recent developments in the theory of combinatorial designs). Er ist Ehrenmitglied der Ungarischen Akademie der Wissenschaften und Fellow der American Mathematical Society und erhielt 1999 die Euler-Medaille.
Zu seinen Doktoranden zählen neben Richard M. Wilson (1969) Jeff Kahn und Ákos Seress.